# نئوتام
نئوتام (به انگلیسی: Neotame) یک ترکیب شیمیایی با شناسه پاب‌کم ۹۸۱۰۹۹۶ است. 